# Zbyněk Záveský
Zbyněk Záveský (9. srpna 1963 – 23. listopadu 2020) byl československý fotbalista, obránce. Zemřel náhle na podzim 2020.

## Fotbalová kariéra
Hrál za TJ Sklo Union Teplice a na vojně za VTJ Tábor. V lize nastoupil za Teplice k 10 utkáním, ve druhé lize odehrál 127 utkání. V základní sestavě A-týmu Teplic debutoval v 16 letech. Nastoupil v dorostenecké reprezentaci. Po skončení aktivní kariéry působil v Teplicích u mládeže.

## Ligová bilance
| Ročník                                   | Zápasy | Góly | Minuty | Klub                |
| ---------------------------------------- | ------ | ---- | ------ | ------------------- |
| Česká národní fotbalová liga 1981/82     | 4      | 0    | –      | TJ SU Teplice       |
| Česká národní fotbalová liga 1983/84     | 8      | 1    | –      | VTJ Tábor           |
| 1. československá fotbalová liga 1983/84 | 10     | 0    | 900    | TJ SU Teplice       |
| Česká národní fotbalová liga 1984/85     | 14     | 0    | –      | TJ SU Teplice       |
| Česká národní fotbalová liga 1985/86     | 22     | 1    | –      | TJ SU Teplice       |
| Česká národní fotbalová liga 1986/87     | 28     | 0    | –      | TJ SU Teplice       |
| Česká národní fotbalová liga 1987/88     | 16     | 1    | –      | TJ SU Teplice       |
| Česká národní fotbalová liga 1988/89     | 26     | 0    | –      | TJ SU Teplice       |
| 2. česká fotbalová liga 1993/94          | 4      | 1    | –      | FK Frydrych Teplice |
| CELKEM 1. liga                           | 10     | 0    | 900    |                     |